# Thyrfing
För andra betydelser, se Tyrfing (olika betydelser).
Thyrfing är ett svenskt viking metal-band från Tyresö kommun som bildades 1995. Namnet Thyrfing kommer från ett svärd med en förbannelse i nordisk mytologi, Tyrfing.

## Medlemmar
Nuvarande medlemmar
- Joakim Kristensson – trummor (1995–2012), basgitarr (2012– ), keyboards (2019- )
- Patrik Lindgren – gitarr (1995– )
- Jens Rydén – sång (2007– )
- Fredrik Hernborg – gitarr (2008– )
- Dennis Ekdahl – trummor (2012– )

Tidigare medlemmar
- Kimmy Sjölund – basgitarr (1995–2012)
- Peter Löf – keyboard (1995–2014)
- Thomas Väänänen – sång (1996–2006)
- Henrik Svegsjö – gitarr (1998–2007)
- Vintras – gitarr (1998)

## Diskografi
Demo
- Solen svartnar (1995)
- Hednaland (1996)

Studioalbum
- Thyrfing (1998)
- Valdr Galga (1999)
- Urkraft (2000)
- Vansinnesvisor (2002)
- Farsotstider (2005)
- Hels vite (2008)
- De ödeslösa (2013)
- Vanagandr (2021)

Singlar
- "Storms Of Asgard" (1999)

Samlingsalbum
- Hednaland (demosamling) (1999)